# The Shape of Water
The Shape of Water är en amerikansk romantisk fantasy från 2017, skriven och regisserad av Guillermo del Toro med Vanessa Taylor som medförfattare. I filmen medverkar Sally Hawkins, Michael Shannon, Richard Jenkins, Doug Jones, Michael Stuhlbarg och Octavia Spencer.
Filmen visades på Filmfestivalen i Venedig den 31 augusti 2017, där den belönades med Guldlejonet. Den hade biopremiär i USA den 1 december 2017 och i Sverige den 14 februari 2018.
Vid Oscarsgalan 2018 nominerades filmen till tretton Oscars, och belönades med fyra för Bästa film, Bästa regi till del Toro, Bästa filmmusik till Alexandre Desplat och Bästa scenografi, och blev därmed galans stora vinnare. Filmen var även nominerad för bland annat Bästa kvinnliga huvudroll till Hawkins, Bästa manliga biroll till Jenkins, Bästa kvinnliga biroll till Spencer och Bästa originalmanus. Vid Golden Globe-galan 2018 belönades filmen med två Golden Globes för Bästa regi till del Toro och Bästa filmmusik till Desplat. Filmen var även nominerad för Bästa film (drama), Bästa kvinnliga huvudroll (drama) till Hawkins, Bästa manliga biroll till Jenkins, Bästa kvinnliga biroll till Spencer och Bästa manus. Oscarvinsten för Bästa film gör The Shape of Water därmed till den första fantasyfilmen sedan Sagan om konungens återkomst från 2003, och även den andra fantasyfilmen totalt, att vinna Oscar för den kategorin.

## Handling
Filmen utspelar sig under Kalla kriget i Baltimore år 1962. Elisa (Sally Hawkins) är en stum städerska som jobbar på ett statligt laboratorium. En dag upptäcker hon ett hemligstämplat experiment som verkar vara en humanoid amfibie. Hon börjar besöka varelsen i hemlighet och med tiden blir hon förälskad i den. När hon inser att forskare tänker döda den planerar hon att befria varelsen.

## Rollista
- Sally Hawkins – Elisa Esposito
- Michael Shannon – Richard Strickland
- Richard Jenkins – Giles
- Doug Jones – Amfibiemannen
- Michael Stuhlbarg – Dr. Robert Hoffstetler/Dimitri Mosenkov
- Octavia Spencer – Zelda Delilah Fuller
- Nick Searcy – general Frank Hoyt
- David Hewlett – Fleming
- Nigel Bennett – Mihalkov
- Stewart Arnott – Bernard
- Lauren Lee Smith – Elaine Strickland
- Martin Roach – Brewster Fuller
- John Kapelos – Mr. Arzoumanian
- Morgan Kelly – Pie Guy
- Wendy Lyon – Sally

## Mottagande
The Shape of Water möttes av positiva recensioner av kritiker och hyllades för rollprestationerna, manuset, regin, scenografin och filmmusiken. På Rotten Tomatoes har filmen ett medelbetyg på 92 procent, baserat på 349 recensioner, och ett genomsnittsbetyg på 8,4 av 10. På Metacritic har filmen genomsnittsbetyget 87 av 100, baserat på 53 recensioner.

## Utmärkelser
| Priser och nomineringar             | Priser och nomineringar                | Priser och nomineringar                                             | Priser och nomineringar | Priser och nomineringar |
| Utmärkelse                          | Kategori                               | Mottagare                                                           | Resultat                |                         |
| ----------------------------------- | -------------------------------------- | ------------------------------------------------------------------- | ----------------------- | ----------------------- |
| Oscar (90:e)                        | Bästa film                             | Guillermo del Toro och J. Miles Dale                                | Vann                    |                         |
| Oscar (90:e)                        | Bästa regi                             | Guillermo del Toro                                                  | Vann                    |                         |
| Oscar (90:e)                        | Bästa filmmusik                        | Alexandre Desplat                                                   | Vann                    |                         |
| Oscar (90:e)                        | Bästa scenografi                       | Paul D. Austerberry, Shane Vieau och Jeffrey A. Melvin              | Vann                    |                         |
| Oscar (90:e)                        | Bästa kvinnliga huvudroll              | Sally Hawkins                                                       | Nominerad               |                         |
| Oscar (90:e)                        | Bästa manliga biroll                   | Richard Jenkins                                                     | Nominerad               |                         |
| Oscar (90:e)                        | Bästa kvinnliga biroll                 | Octavia Spencer                                                     | Nominerad               |                         |
| Oscar (90:e)                        | Bästa originalmanus                    | Guillermo del Toro och Vanessa Taylor                               | Nominerad               |                         |
| Oscar (90:e)                        | Bästa ljudredigering                   | Nathan Robitaille och Nelson Ferreira                               | Nominerad               |                         |
| Oscar (90:e)                        | Bästa ljud                             | Christian T. Cooke, Brad Zoern och Glen Gauthier                    | Nominerad               |                         |
| Oscar (90:e)                        | Bästa foto                             | Dan Laustsen                                                        | Nominerad               |                         |
| Oscar (90:e)                        | Bästa kostym                           | Luis Sequeira                                                       | Nominerad               |                         |
| Oscar (90:e)                        | Bästa klippning                        | Sidney Wolinsky                                                     | Nominerad               |                         |
| Golden Globe Awards (75:e)          | Bästa regi                             | Guillermo del Toro                                                  | Vann                    |                         |
| Golden Globe Awards (75:e)          | Bästa filmmusik                        | Alexandre Desplat                                                   | Vann                    |                         |
| Golden Globe Awards (75:e)          | Bästa film (drama)                     | The Shape of Water                                                  | Nominerad               |                         |
| Golden Globe Awards (75:e)          | Bästa kvinnliga huvudroll (drama)      | Sally Hawkins                                                       | Nominerad               |                         |
| Golden Globe Awards (75:e)          | Bästa manliga biroll                   | Richard Jenkins                                                     | Nominerad               |                         |
| Golden Globe Awards (75:e)          | Bästa kvinnliga biroll                 | Octavia Spencer                                                     | Nominerad               |                         |
| Golden Globe Awards (75:e)          | Bästa manus                            | Guillermo del Toro och Vanessa Taylor                               | Nominerad               |                         |
| BAFTA Awards (71:a)                 | Bästa regi                             | Guillermo del Toro                                                  | Vann                    |                         |
| BAFTA Awards (71:a)                 | Bästa filmmusik                        | Alexandre Desplat                                                   | Vann                    |                         |
| BAFTA Awards (71:a)                 | Bästa produktionsdesign                | Paul D. Austerberry, Jeffrey A. Melvin och Shane Vieau              | Vann                    |                         |
| BAFTA Awards (71:a)                 | Bästa film                             | Guillermo del Toro och J. Miles Dale                                | Nominerad               |                         |
| BAFTA Awards (71:a)                 | Bästa kvinnliga huvudroll              | Sally Hawkins                                                       | Nominerad               |                         |
| BAFTA Awards (71:a)                 | Bästa kvinnliga biroll                 | Octavia Spencer                                                     | Nominerad               |                         |
| BAFTA Awards (71:a)                 | Bästa originalmanus                    | Guillermo del Toro och Vanessa Taylor                               | Nominerad               |                         |
| BAFTA Awards (71:a)                 | Bästa ljud                             | Christian T. Cooke, Glen Gauthier, Nathan Robitaille och Brad Zoern | Nominerad               |                         |
| BAFTA Awards (71:a)                 | Bästa foto                             | Dan Laustsen                                                        | Nominerad               |                         |
| BAFTA Awards (71:a)                 | Bästa kostym                           | Luis Sequeira                                                       | Nominerad               |                         |
| BAFTA Awards (71:a)                 | Bästa klippning                        | Sidney Wolinsky                                                     | Nominerad               |                         |
| BAFTA Awards (71:a)                 | Bästa specialeffekter                  | Dennis Berardi, Trey Harrell och P. Kevin Scott                     | Nominerad               |                         |
| Screen Actors Guild Awards (24:e)   | Bästa kvinnliga huvudroll              | Sally Hawkins                                                       | Nominerad               |                         |
| Screen Actors Guild Awards (24:e)   | Bästa manliga biroll                   | Richard Jenkins                                                     | Nominerad               |                         |
| Critics' Choice Movie Awards (23:e) | Bästa film                             | The Shape of Water                                                  | Vann                    |                         |
| Critics' Choice Movie Awards (23:e) | Bästa regissör                         | Guillermo del Toro                                                  | Vann                    |                         |
| Critics' Choice Movie Awards (23:e) | Bästa kompositör                       | Alexandre Desplat                                                   | Vann                    |                         |
| Critics' Choice Movie Awards (23:e) | Bästa scenografi                       | Paul D. Austerberry, Shane Vieau och Jeffrey A. Melvin              | Vann                    |                         |
| Critics' Choice Movie Awards (23:e) | Bästa kvinnliga skådespelare           | Sally Hawkins                                                       | Nominerad               |                         |
| Critics' Choice Movie Awards (23:e) | Bästa manliga biroll                   | Richard Jenkins                                                     | Nominerad               |                         |
| Critics' Choice Movie Awards (23:e) | Bästa kvinnliga biroll                 | Octavia Spencer                                                     | Nominerad               |                         |
| Critics' Choice Movie Awards (23:e) | Bästa originalmanus                    | Guillermo del Toro och Vanessa Taylor                               | Nominerad               |                         |
| Critics' Choice Movie Awards (23:e) | Bästa science fiction-/skräckfilm      | The Shape of Water                                                  | Nominerad               |                         |
| Critics' Choice Movie Awards (23:e) | Bästa foto                             | Dan Laustsen                                                        | Nominerad               |                         |
| Critics' Choice Movie Awards (23:e) | Bästa smink                            | The Shape of Water                                                  | Nominerad               |                         |
| Critics' Choice Movie Awards (23:e) | Bästa kostym                           | Luis Sequeira                                                       | Nominerad               |                         |
| Critics' Choice Movie Awards (23:e) | Bästa klippning                        | Sidney Wolinsky                                                     | Nominerad               |                         |
| Critics' Choice Movie Awards (23:e) | Bästa specialeffekter                  | The Shape of Water                                                  | Nominerad               |                         |
| Satellite Awards (22:a)             | Bästa kvinnliga huvudroll              | Sally Hawkins                                                       | Vann                    |                         |
| Satellite Awards (22:a)             | Bästa scenografi och produktionsdesign | The Shape of Water                                                  | Vann                    |                         |
| Satellite Awards (22:a)             | Bästa film                             | The Shape of Water                                                  | Nominerad               |                         |
| Satellite Awards (22:a)             | Bästa regissör                         | Guillermo del Toro                                                  | Nominerad               |                         |
| Satellite Awards (22:a)             | Bästa manliga biroll                   | Michael Shannon                                                     | Nominerad               |                         |
| Satellite Awards (22:a)             | Bästa originalmanus                    | Guillermo del Toro och Vanessa Taylor                               | Nominerad               |                         |
| Satellite Awards (22:a)             | Bästa musik                            | Alexandre Desplat                                                   | Nominerad               |                         |
| Satellite Awards (22:a)             | Bästa foto                             | Dan Laustsen                                                        | Nominerad               |                         |
| Satellite Awards (22:a)             | Bästa klippning                        | Sidney Wolinsky                                                     | Nominerad               |                         |
| Satellite Awards (22:a)             | Bästa visuella effekter                | The Shape of Water                                                  | Nominerad               |                         |